# Polevansia
Polevansia là một chi thực vật có hoa trong họ Hòa thảo (Poaceae).

## Loài
Polevansia rigida là loài duy nhất được biết đến, cũng là loài bản địa của Lesotho và Cape Province.